# PBT2
PBT2 je ekperimentalni kandidat leka. On je druga generacija 8-hidroksihinolinskog analoga koji je trebalo bude zamena za kliohinol i potencijalni tretman za Alchajmerovu bolest.

## Klinička ispitivanja
PBT2 je bio u fazi II kliničkih ispitivanja za Alchajmerovu bolest i Hantingtonovu bolest. Rezultati za Alchajmerovu bolest nisu bili uspešni, i ne postoji evidencija da je PBT2 koristan za tretiranje Alchajmerove demencije. Rezultati ispitivanja za Hantingtonovu bolest takođe nisu bili pozitivni.